# أبيجيل ديلين
أبيجيل ديلين (بالإنجليزية: Abigail Dillen)‏ هي محامية بيئية، ومديرة تنفيذية في منظمة العدالة البيئية Earthjustice. وقد أطلق على عملها بواسطة عدة منظمات مناخية اسم «الإعداد المسبق» (بالإنجليزية: precedent setting)‏. وهذا يشمل، على سبيل المثال الدفاع عن المناطق الخالية من الطرق (بالإنجليزية: Roadless area conservation)‏. تم تصنيفها على أنها صانعة تغيير لعام 2020 بواسطة ماري كلير.
ديلين حاصلة على درجة الدكتوراه في القانون (القانون) من كلية الحقوق من جامعة كاليفورنيا في بيركلي، وانضمت إلى منظمة العدالة الأرضية في عام 2000. قادت كلاً من برامج الطاقة النظيفة والفحم في العدالة الأرضية. أصبحت الرئيسة التنفيذية في عام 2018، لتحل محل تريب فان نوبين (بالإنجليزية: Trip Van Noppen)‏.
كانت ديلين مساهمة في مختارات All We Can Save. كما نشرت مقالات رأي في يو إس إيه توداي، وهافينغتون بوست، وذا هل، EcoWatch، ومصادر إخبارية أخرى.

## الحياة الشخصية
نشأت ديلين في نيو مكسيكو.  وهي متزوجة من المهندس المعماري جاسميت رانجر (بالإنجليزية: Jasmit Rangr)‏، ولديها ولد.